# Barahiya
Barahiya es una ciudad de la India, en el distrito de Lakhisarai, estado de Bihar.

## Geografía
Se encuentra a una altitud de 48 m s. n. m. a 114 km de la capital estatal, Patna, en la zona horaria UTC +5:30.

## Demografía
Según estimación 2011 contaba con una población de 47 358 habitantes.